# キッチンシンク・リアリズム
キッチンシンク・リアリズム（英: Kitchen sink realism）あるいはキッチンシンク・ドラマ（英: kitchen sink drama）とは、1950年代後半から1960年代前半にかけて起こったイギリスの文化運動。演劇、小説、映画、テレビドラマなど幅広く展開された。

## 内容
「キッチンシンク」は「台所の流し」を意味する。この呼称は、ありふれた日用品や家庭生活をあえて題材にした現実主義的な絵画（特に、台所の流しを描いたジョン・ブラットビーの作品）に対し、美術評論家のデヴィッド・シルヴェスターが「キッチンシンク派（英: Kitchen sink school）」と名付けたことに由来する。
第二次世界大戦後、冷戦下のイギリス（多くはイングランド北部の工業地帯）における若者や労働者といった人々を社会的リアリズムのスタイルで描写する。とりわけ、社会に不満を持つ主人公は「怒れる若者」と表現される。狭苦しい住宅や薄汚いパブといった労働者階級の日常風景や、中絶や浮浪者などの社会問題をテーマに取り上げ探求した。社会と人間に対する辛辣な視点は、現実逃避的で人物描写を重視しない前時代の「ウェルメイド・プレイ（よくできた演劇）」とは対照的であった。
ソビエト連邦や東欧諸国における「公式芸術」としての社会主義リアリズムと共通点もあるが、社会的リアリズムが現実社会の関心事を写実的に描くのに対し、社会主義リアリズムはプロレタリアートの解放、社会主義的価値観の美化などを目的としているという点で相違がある。

## 関連作品
- 年上の女 (1959年の映画)
- 蜜の味 (映画)
- 長距離走者の孤独（映画「長距離ランナーの孤独」の原作）
- アルフィー (1966年の映画)
- 孤独の報酬
- ケス (映画)
- ヴェラ・ドレイク
- フィッシュ・タンク
- ウィークエンド (2011年の映画)
- さざなみ (映画)
- わたしは、ダニエル・ブレイク

## 関連事項
- 新即物主義
- ルーゴン・マッカール叢書
- アッシュカン・スクール
- ネオレアリズモ